# Dugački mišić glave
Dugački mišić glave (lat. musculus longus capitis) je dug, paran mišić prednje strane vrata. Mišić inerviraju prednji ogranci 1. – 4. vratnog moždinskog živca. 

## Polaziše i hvatište
Mišić polazi s 3. – 6. vratnog kralješka, ide prema gore i hvata se za donju stranu zatiljne kosti.